# Kwieciszki (gmina)
Kwieciszki – dawna gmina wiejska istniejąca na przełomie XIX i XX wieku w guberni suwalskiej. Siedzibą władz gminy były Kwieciszki, a następnie Aleksandrowo.
Za Królestwa Polskiego gmina Kwieciszki należała do powiatu mariampolskiego w guberni suwalskiej (od 1867).
Po odzyskaniu niepodległości przez Polskę i Litwę powiat mariampolski na podstawie umowy suwalskiej wszedł 10 października 1920 w skład Litwy.